# Giro de Italia 1991
La 74ª edición del Giro de Italia se disputó entre el 26 de mayo y el 16 de junio de 1991, con un recorrido de 21 etapas y 3715 km, que se recorrieron a una velocidad media de 37,303 km/h.
La participación española en este Giro de Italia fue bastante buena. El equipo ONCE consiguió dos triunfos de etapa, a través de Marino Lejarreta y Eduardo Chozas, así como colocar a estos dos mismos corredores entre los diez primeros. Por otro lado, el CLAS-Cajastur logró los triunfos finales en las clasificaciones de la montaña, con Iñaki Gastón (23.º en la general), y del intergiro, con Alberto Leanizbarrutia. Además, Federico Echave acabó 13.º en la general y Pedro Delgado, del equipo Banesto, 15.º.
La maglia rosa solo pasó por manos de tres ciclistas, los franceses Philippe Casado y Eric Boyer, y el italiano Franco Chioccioli, vencedor final de la carrera, además de tres victorias de etapa. En el podio, le acompañaron los también italianos Claudio Chiappucci y Massimiliano Lelli, mejor joven de la carrera.

## Etapas
| Etapa | Fecha       | Recorrido                          | km        | Ganador de la etapa | Líder de la clasificación general |
| 1.ª   | 26 de mayo  | Olbia                              | 193       | Philippe Casado     | Philippe Casado                   |
| 2.ªa  | 27 de mayo  | Olbia-Sassari                      | 127       | Gianni Bugno        | Franco Chioccioli                 |
| 2.ªb  | 28 de mayo  | Sassari                            | 7,7 (CRI) | Gianluca Pierobon   | Franco Chioccioli                 |
| 3.ª   | 29 de mayo  | Sassari-Cagliari                   | 231       | Mario Cipollini     | Franco Chioccioli                 |
| 4.ª   | 30 de mayo  | Sorrento                           | 204       | Eric Boyer          | Eric Boyer                        |
| 5.ª   | 31 de mayo  | Sorrento-Scanno                    | 248       | Marino Lejarreta    | Franco Chioccioli                 |
| 6.ª   | 1 de junio  | Scanno-Rieti                       | 205       | Vladimir Poulnikov  | Franco Chioccioli                 |
| 7.ª   | 2 de junio  | Rieti-Città di Castello            | 174       | Mario Cipollini     | Franco Chioccioli                 |
| 8.ª   | 3 de junio  | Città di Castello-Prato            | 169       | Davide Cassani      | Franco Chioccioli                 |
| 9.ª   | 4 de junio  | Prato-Felino                       | 229       | Massimo Ghirotto    | Franco Chioccioli                 |
| 10.ª  | 5 de junio  | Collecchio-Langhirano              | 43 (CRI)  | Gianni Bugno        | Franco Chioccioli                 |
| 11.ª  | 6 de junio  | Sala Baganza-Savona                | 223       | Maximilian Sciandri | Franco Chioccioli                 |
| 12.ª  | 7 de junio  | Savona-Monviso                     | 182       | Massimiliano Lelli  | Franco Chioccioli                 |
| 13.ª  | 8 de junio  | Savigliano-Sestriere               | 192       | Eduardo Chozas      | Franco Chioccioli                 |
| 14.ª  | 9 de junio  | Turín-Morbegno                     | 239       | Franco Ballerini    | Franco Chioccioli                 |
| 15.ª  | 10 de junio | Morbegno-Aprica                    | 132       | Franco Chioccioli   | Franco Chioccioli                 |
| 16.ª  | 11 de junio | Aprica-Selva di Val Gardena        | 220       | Massimiliano Lelli  | Franco Chioccioli                 |
| 17.ª  | 12 de junio | Selva di Val Gardena-Paso Pordoi   | 169       | Franco Chioccioli   | Franco Chioccioli                 |
| 18.ª  | 13 de junio | Pozza di Fassa-Castelfranco Véneto | 165       | Silvio Martinello   | Franco Chioccioli                 |
| 19.ª  | 14 de junio | Castelfranco Véneto-Brescia        | 186       | Gianni Bugno        | Franco Chioccioli                 |
| 20.ª  | 15 de junio | Broni-Casteggio                    | 66 (CRI)  | Franco Chioccioli   | Franco Chioccioli                 |
| 21.ª  | 16 de junio | Pavía-Milán                        | 153       | Mario Cipollini     | Franco Chioccioli                 |

## Clasificaciones

### Clasificación general(Maglia Rosa)
| \| Clasificación general \| Clasificación general \| Clasificación general \| Clasificación general \| Clasificación general \| \| Ciclista \| Ciclista \| Equipo \| Tiempo \| \| \| --------------------- \| --------------------- \| ----------------------------- \| --------------------- \| --------------------- \| \| 1.º \| Franco Chioccioli \| Del Tongo-MG Maglificio \| 99 h 35 min 43 s \| \| \| 2.º \| Claudio Chiappucci \| Carrera Jeans-Vagabond \| + 3 min 48 s \| \| \| 3.º \| Massimiliano Lelli \| Ariostea \| + 6 min 56 s \| \| \| 4.º \| Gianni Bugno \| Gatorade-Chateau d'Ax \| + 7 min 49 s \| \| \| 5.º \| Marino Lejarreta \| ONCE \| + 10 min 23 s \| \| \| 6.º \| Éric Boyer \| Z \| + 11 min 09 s \| \| \| 7.º \| Leonardo Sierra \| Selle Italia-Magniarredo-Veta \| + 11 min 56 s \| \| \| 8.º \| Marco Giovannetti \| Gatorade-Chateau d'Ax \| + 13 min 09 s \| \| \| 9.º \| Zenon Jaskuła \| Del Tongo-MG Maglificio \| + 18 min 22 s \| \| \| 10.º \| Eduardo Chozas \| ONCE \| + 23 min 42 s \| \| \| 11.º \| Vladímir Pulnikov \| Carrera Jeans-Vagabond \| + 24 min 36 s \| \| \| 12.º \| Nelson Rodríguez \| Pony Malta-Avianca \| + 24 min 37 s \| \| \| 13.º \| Fede Etxabe \| CLAS-Cajastur \| + 24 min 37 s \| \| \| 14.º \| Jean-François Bernard \| Banesto \| + 29 min 32 s \| \| \| 15.º \| Pedro Delgado \| Banesto \| + 30 min 03 s \| \| \| 16.º \| Gianluca Bortolami \| Colnago-Lampre-Sopran \| + 34 min 32 s \| \| \| 17.º \| Gianni Faresin \| ZG Mobili-Bottecchia \| + 35 min 44 s \| \| \| 18.º \| Franco Vona \| Jolly Componibili-Club 88 \| + 40 min 05 s \| \| \| 19.º \| Juan Tomás Martínez \| Lotus-Festina \| + 43 min 47 s \| \| \| 20.º \| Santos Hernández \| ONCE \| + 43 min 47 s \| \| \| 21.º \| Fabian Fuchs \| Banesto \| + 56 min 37 s \| \| \| 22.º \| Stefano della Santa \| Amore & Vita-Fanini \| + 1 h 02 min 12 s \| \| \| 23.º \| Iñaki Gastón \| CLAS-Cajastur \| + 1 h 04 min 15 s \| \| \| 24.º \| Michele Moro \| Italbonifica-Navigare \| + 1 h 07 min 34 s \| \| \| 25.º \| Miguel Arroyo Rosales \| Z \| + 1 h 08 min 10 s \| \| |                       |                               |                   |
| |                       |                               |                   |
| |                       |                               |                   |
| Clasificación general |                       |                               |                   |
| Ciclista | Ciclista              | Equipo                        | Tiempo            |
| 1.º | Franco Chioccioli     | Del Tongo-MG Maglificio       | 99 h 35 min 43 s  |
| 2.º | Claudio Chiappucci    | Carrera Jeans-Vagabond        | + 3 min 48 s      |
| 3.º | Massimiliano Lelli    | Ariostea                      | + 6 min 56 s      |
| 4.º | Gianni Bugno          | Gatorade-Chateau d'Ax         | + 7 min 49 s      |
| 5.º | Marino Lejarreta      | ONCE                          | + 10 min 23 s     |
| 6.º | Éric Boyer            | Z                             | + 11 min 09 s     |
| 7.º | Leonardo Sierra       | Selle Italia-Magniarredo-Veta | + 11 min 56 s     |
| 8.º | Marco Giovannetti     | Gatorade-Chateau d'Ax         | + 13 min 09 s     |
| 9.º | Zenon Jaskuła         | Del Tongo-MG Maglificio       | + 18 min 22 s     |
| 10.º | Eduardo Chozas        | ONCE                          | + 23 min 42 s     |
| 11.º | Vladímir Pulnikov     | Carrera Jeans-Vagabond        | + 24 min 36 s     |
| 12.º | Nelson Rodríguez      | Pony Malta-Avianca            | + 24 min 37 s     |
| 13.º | Fede Etxabe           | CLAS-Cajastur                 | + 24 min 37 s     |
| 14.º | Jean-François Bernard | Banesto                       | + 29 min 32 s     |
| 15.º | Pedro Delgado         | Banesto                       | + 30 min 03 s     |
| 16.º | Gianluca Bortolami    | Colnago-Lampre-Sopran         | + 34 min 32 s     |
| 17.º | Gianni Faresin        | ZG Mobili-Bottecchia          | + 35 min 44 s     |
| 18.º | Franco Vona           | Jolly Componibili-Club 88     | + 40 min 05 s     |
| 19.º | Juan Tomás Martínez   | Lotus-Festina                 | + 43 min 47 s     |
| 20.º | Santos Hernández      | ONCE                          | + 43 min 47 s     |
| 21.º | Fabian Fuchs          | Banesto                       | + 56 min 37 s     |
| 22.º | Stefano della Santa   | Amore & Vita-Fanini           | + 1 h 02 min 12 s |
| 23.º | Iñaki Gastón          | CLAS-Cajastur                 | + 1 h 04 min 15 s |
| 24.º | Michele Moro          | Italbonifica-Navigare         | + 1 h 07 min 34 s |
| 25.º | Miguel Arroyo Rosales | Z                             | + 1 h 08 min 10 s |

### Clasificación por puntos(Maglia Ciclamino)
| Clasificación por puntos | Clasificación por puntos | Clasificación por puntos | Clasificación por puntos | Clasificación por puntos |
| Ciclista                 | Ciclista                 | Equipo                   | Puntos                   |                          |
| ------------------------ | ------------------------ | ------------------------ | ------------------------ | ------------------------ |
| 1.º                      | Claudio Chiappucci       | Carrera Jeans-Vagabond   | 283 pts                  |                          |
| 2.º                      | Franco Chioccioli        | Del Tongo-MG Maglificio  | 239 pts                  |                          |
| 3.º                      | Mario Cipollini          | Del Tongo-MG Maglificio  | 191 pts                  |                          |
| 4.º                      | Gianni Bugno             | Gatorade-Chateau d'Ax    | 189 pts                  |                          |
| 5.º                      | Marino Lejarreta         | ONCE                     | 143 pts                  |                          |
| 6.º                      | Massimiliano Lelli       | Ariostea                 | 131 pts                  |                          |
| 7.º                      | Jean-François Bernard    | Banesto                  | 124 pts                  |                          |
| 8.º                      | Éric Boyer               | Z                        | 115 pts                  |                          |
| 9.º                      | Gianluca Bortolami       | Colnago-Lampre-Sopran    | 110 pts                  |                          |
| 10.º                     | Silvio Martinello        | GIS Gelati-Ballan        | 94 pts                   |                          |

### Clasificación de la montaña(Maglia Verde)
| Clasificación de la montaña | Clasificación de la montaña | Clasificación de la montaña | Clasificación de la montaña | Clasificación de la montaña |
| Ciclista                    | Ciclista                    | Equipo                      | Puntos                      |                             |
| --------------------------- | --------------------------- | --------------------------- | --------------------------- | --------------------------- |
| 1.º                         | Iñaki Gastón                | CLAS-Cajastur               | 75 pts                      |                             |
| 2.º                         | Claudio Chiappucci          | Carrera Jeans-Vagabond      | 69 pts                      |                             |
| 3.º                         | Franco Chioccioli           | Del Tongo-MG Maglificio     | 57 pts                      |                             |
| 4.º                         | Acácio da Silva             | Lotus-Festina               | 46 pts                      |                             |
| 5.º                         | Massimiliano Lelli          | Ariostea                    | 38 pts                      |                             |
| 6.º                         | Marino Lejarreta            | ONCE                        | 26 pts                      |                             |
| 7.º                         | Gianni Bugno                | Gatorade-Chateau d'Ax       | 19 pts                      |                             |
| 8.º                         | Marco Giovannetti           | Gatorade-Chateau d'Ax       | 18 pts                      |                             |
| 9.º                         | Franco Vona                 | Jolly Componibili-Club 88   | 14 pts                      |                             |
| 10.º                        | Eduardo Chozas              | ONCE                        | 14 pts                      |                             |

### Clasificación de los jóvenes(Maglia Bianca)
| Clasificación del mejor joven | Clasificación del mejor joven | Clasificación del mejor joven | Clasificación del mejor joven | Clasificación del mejor joven |
| Ciclista                      | Ciclista                      | Equipo                        | Tiempo                        |                               |
| ----------------------------- | ----------------------------- | ----------------------------- | ----------------------------- | ----------------------------- |
| 1.º                           | Massimiliano Lelli            | Ariostea                      | 99 h 37 min 39 s              |                               |
| 2.º                           | Leonardo Sierra               | Selle Italia-Magniarredo-Veta | + 5 min 00 s                  |                               |
| 3.º                           | Gianluca Bortolami            | Colnago-Lampre-Sopran         | + 27 min 36 s                 |                               |
| 4.º                           | Santos Hernández              | ONCE                          | + 36 min 53 s                 |                               |
| 5.º                           | Stefano della Santa           | Amore & Vita-Fanini           | + 55 min 16 s                 |                               |

### Clasificación intergiro
| Clasificación intergiro |                        |               |        |
| Ciclista                | Ciclista               | Equipo        | Tiempo |
| ----------------------- | ---------------------- | ------------- | ------ |
| 1.º                     | Alberto Leanizbarrutia | CLAS-Cajastur | -      |
| 2.º                     | Claudio Chiappucci     | Carrera       | -      |
| 3.º                     | Franco Chioccioli      | TON           | -      |

### Clasificación por equipos
| Clasificación por equipos | Clasificación por equipos | Clasificación por equipos | Clasificación por equipos |
| Equipo                    | Equipo                    | Tiempo                    |                           |
| ------------------------- | ------------------------- | ------------------------- | ------------------------- |
| 1.º                       | Carrera Jeans-Vagabond    | 299 h 49 min 51 s         |                           |
| 2.º                       | ONCE                      | + 4 min 40 s              |                           |
| 3.º                       | Gatorade-Chateau d'Ax     | + 21 min 40 s             |                           |
| 4.º                       | Banesto                   | + 35 min 07 s             |                           |
| 5.º                       | CLAS-Cajastur             | + 54 min 57 s             |                           |
| 6.º                       | Z                         | + 57 min 25 s             |                           |
| 7.º                       | Del Tongo-MG Maglificio   | + 1 h 38 min 21 s         |                           |
| 8.º                       | Ariostea                  | + 1 h 41 min 52 s         |                           |
| 9.º                       | Lotus-Festina             | + 1 h 52 min 00 s         |                           |
| 10.º                      | Pony Malta-Avianca        | + 1 h 59 min 12 s         |                           |